# Vattenbockar
Vattenbockar (Kobus) är ett släkte i familjen slidhornsdjur som är nära släkt med gruppen rörbockar.

## Systematik
I släktet finns 5 arter:
- Ellipsvattenbock (Kobus ellipsiprymnus)
- Nilvattenbock, Mrs Grays kob eller abok (Kobus megaceros)
- Letjevattenbock (Kobus leche)
- Kob (Kobus kob)
- Puku (Kobus vardonii)

Kob och puku listas ibland i ett eget släkte, Adenota. Även nilvattenbock och lechwevattenbock listas ibland i ett eget släkte, Onotragus. Defassavattenbock som här räknas som underart till vanlig vattenbock listas ibland som självständig art.

## Utseende
Vattenbockar når en kroppslängd mellan 125 och 235 cm (huvud och bål), en mankhöjd mellan 70 och 135 cm, en svanslängd mellan 10 och 45 cm samt en vikt mellan 50 och 300 kg. Hannar är vanligen större än honor. Pälsens färg varierar beroende på art. Horn finns vanligen bara hos hannar. Hornen når en längd av 50 centimeter eller längre, ibland upp till 1 meter. De är först böjda lite bakåt och vid slutet uppåt.

## Ekologi
Alla arter är bundna till vattenansamlingar och förekommer ofta på träskmarker. Vattenbockar lever i flockar. Flockarnas sammansättning är beroende på art. Några arter vandrar upp till 200 km från områden som bara under regntiden är fuktiga till områden med permanenta vattenansamlingar. Honor kan para sig hela året men oftast förekommer beroende på art och region tider med särskilt många födslar. Dräktigheten varar ungefär nio månader och vanligen föds bara ett ungdjur per kull. När de lyckas fly från alla rovdjur kan de leva omkring 18 år.